# 久芳賢直
久芳 賢直（くば かたなお）は、戦国時代から安土桃山時代にかけての武将。安芸国豊田郡久芳郷を本拠とした国人。大内氏、毛利氏に属する。

## 生涯

### 大内氏から毛利氏へ
安芸国豊田郡久芳郷を本拠とした国人である久芳氏に生まれる。
天文20年（1551年）9月1日に大寧寺の変によって大内義隆が自害すると、叔父の久芳賢重と共に大内義長に属し、陶晴賢から偏諱を与えられて名を「兼保」から「賢直」に改めた。
天文22年（1553年）から始まる陶晴賢による吉見正頼攻め（三本松城の戦い）に叔父・賢重が参加して武功を挙げ、天文23年（1554年）10月23日に大内義長から感状を与えられた。しかし、その後間もなく久芳氏は毛利氏に服属しており、天文24年（1555年）2月19日、毛利元就と隆元から叔父・賢重に安芸国豊田郡久芳郷の内の貞宗名を与えられ、賢直には久芳郷の内の大田名が与えられた。
弘治3年（1557年）、防長経略後に周防国吉敷郡糸米において大内氏の残党が蜂起を企てたが、百姓の与三右衛門の内通で探知した賢直が直ちに攻撃して蜂起を未然に防ぎ、その功により、同年12月22日に毛利隆元は赤川元久を使者として賢直に褒美を与える旨を伝えている。また、同年12月2日、毛利氏家臣239名が名を連ねて軍勢狼藉や陣払の禁止を誓約した連署起請文において、198番目に「久芳兵庫允」と署名する。

### 因幡国での活躍
永禄12年（1569年）、因幡守護・山名豊弘からの助力要請の取次を行い、出雲と伯耆の毛利軍が迅速に因幡国へ出陣して山名豊弘の居城である岩井城を奪還した。毛利軍の加勢に感謝した山名豊弘は同年10月20日に秋里弥四郎を使者として賢直に太刀一腰と青銅100疋を贈っている。
元亀3年（1572年）、因幡国鳥取において毛利氏と武田高信との間の取次を行っていた賢直の辛労に応えるため、武田高信から賢直へ一所を贈りたい旨の申し出があり、隆景は何度も辞退していたが、なおも武田高信が強く申し出たため隆景も承知し、同年閏1月11日にその旨を賢直へ伝えている。隆景の同意を得た武田高信は、同年9月5日に因幡国下坂本350石を知行地として賢直に贈っている。また、同年閏1月20日には、賢直の因幡国での働きを賞し、その事を忘れない旨の書状を毛利輝元から送られている。
元亀4年（1573年）1月27日、賢直の数年に及ぶ因幡国での辛労を賞して、毛利輝元から「因幡守」の受領名を与えられる。
同年に但馬守護・山名祐豊が甥の山名豊国を支援して因幡奪還作戦を展開したため、毛利輝元の命を受けて武田高信の鳥取城に在城する賢直が毛利軍の督戦にあたり、5月3日に小早川隆景を通じて伯耆国の杉原盛重と南条宗勝に援軍を要請した。同じ頃、出雲月山富田城の吉川元春も伯耆・因幡への出陣を決定したが、専ら伯耆国八束郡での合戦が中心となり、吉川元春の本軍は1ヶ月以上経っても因幡国には到着できなかった。同年9月12日に小早川隆景は賢直の子の久芳元和に書状を送り、「因幡方面について、八頭郡の伊田と用瀬が敵心を見せた事は注進されている。そこで鳥取城と岩井城を確保して拠点として戦いつつ、吉川元春の本軍による救援を待つように」という作戦方針を伝えているが、但馬国に隣接する八束郡と法美郡の国人領主たちが武田高信から離反したことで、9月に鳥取城が攻略されてしまい、賢直は鳥取城から退城した。吉川元春は9月27日に賢直へ書状を送り、賢直の功を労うと共に、鳥取城の落城は吉川軍の加勢が遅れたためとして賢直を慰めている。鳥取城の落城により、毛利方の因幡国における軍事的拠点は鹿野城となった。
天正4年（1576年）、小早川隆景を大檀那として、長門国長府の南金屋の鋳物師である安尾春種に鋳造させた梵鐘を周防国吉敷郡嘉川の嘉川八幡宮に寄進した。
没年は不明。長男の宣時は賢直から知行を分与されて別家を興しており、次男の元和が後を継いだ。